# Einstossflammenwerfer 46

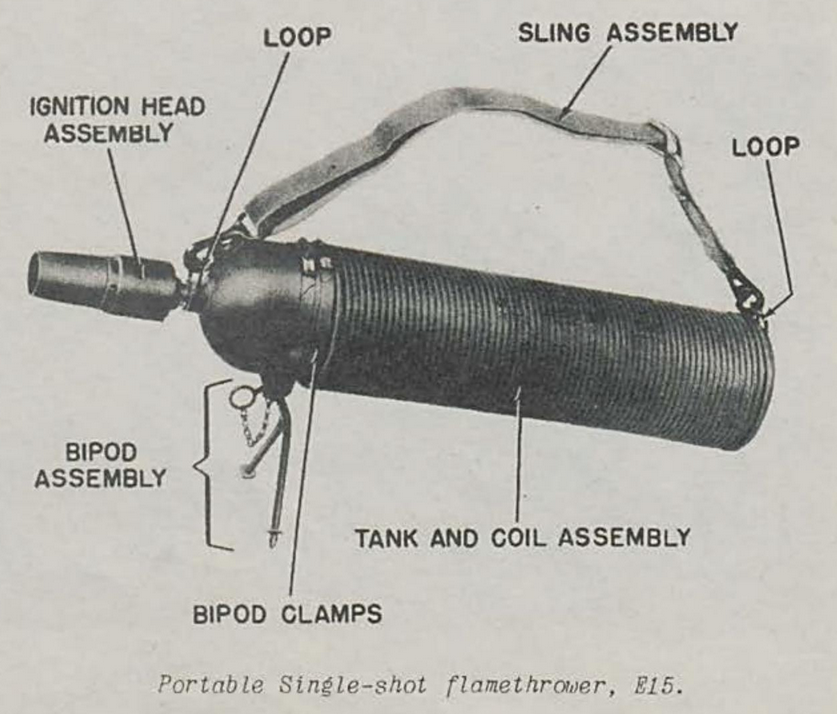
Protótipo do Einstossflammenwerfer 46 alemão

O Einstossflammenwerfer 46 foi um lança-chamas portátil de tiro único projetado na Alemanha durante a segunda metade da Segunda Guerra Mundial e introduzido em 1944; foi projetado para ser barato e facilmente produzido em massa, caindo na categoria de lança-chamas descartáveis. A arma descartável disparava uma rajada de chamas de meio segundo de até 27 metros. Foi emitido para o Volkssturm ou o movimento Werwolf, mas também usado pelos Fallschirmjäger (pára-quedistas alemães). Foi inspirado no "Lanciafiamme Mod. 41 d'assalto" italiano.
A arma foi desenvolvida durante a segunda metade da Segunda Guerra Mundial e usada como substituto do Flammenwerfer 35, muito mais eficaz, mas caro. A arma era relativamente barata, armada com um recipiente simples cheio de gás que seria então disparado para fora do tubo, que permitia ao operador disparar uma explosão de chamas de até 27 metros por uma fração de segundo, após o qual a arma seria descartada. Devido à sua simplicidade e baixa exigência de treinamento, a arma era comumente utilizada pela milícia Volkssturm juntamente com diversas unidades de paraquedistas alemães devido à sua portabilidade. Pouca informação se sabe sobre a arma, mas muitos especulam que pelo menos 30.700 foram fabricadas.